# Ingeborg Holm
Ingeborg Holm és una pel·lícula muda dramàtica social de 1913 sueca dirigida per Victor Sjöström, basat en una obra de teatre de 1906 de Nils Krok. Va provocar un gran debat a Suècia sobre la seguretat social, que va provocar canvis en les lleis de la casa de pobres. Es diu que es basa en una història real.

## Sinopsi
Sven Holm i la seva dona Ingeborg estan feliçment casats i tenen tres fills i estan a punt d'obrir una botiga a Estocolm. Obren la botiga, però en Sven contrau tuberculosi i mor. Inicialment, Ingeborg intenta dirigir la botiga ella mateixa, però quan falla i desenvolupa una úlcera debilitant, recorre a la casa de pobres per demanar ajuda. La junta de la casa de pobres no li atorga prou assistència per sobreviure fora de la casa de treball. Ha de vendre la botiga i la seva casa, i enviar els tres nens a famílies d'acollida.
Al cap d'un temps, Ingeborg llegeix en una carta que la seva filla, Valborg, està malalta. La casa de pobres no pot finançar una visita, però la decidida Ingeborg s'escapa de nit i, després de ser perseguida per la policia, arriba a veure la nena. Quan torna a la casa de pobres, el gerent està furiós perquè hagin de pagar una multa pels problemes que ha causat.
Més tard, a Ingeborg se li ofereix l'oportunitat de veure el seu fill petit, aquesta vegada amb l'aprovació de la casa de pobres. Quan el nen no la reconeix, està devastada. Ella intenta fer una nina amb la seva bufanda perquè el nen jugui, però ell plora i es gira cap a la mare adoptiva. Això afecta tan fort a Ingeborg que perd el seny. Està relegada a la sala de dones boges de la casa de pobres, bressola un tauló de fusta com si fos un dels seus fills.
Després de quinze anys, el seu fill gran, Erik, ara mariner, la visita sense saber de la psicosi de la seva mare. Es desespera quan Ingeborg no el reconeix, però quan li ensenya una fotografia juvenil d'ella mateixa, que inclou la inscripció "A Erik de la mare", el seu seny torna. Amb el retorn de la seva família arriba el retorn del jo d'Ingeborg.

## Repartiment
- Hilda Borgström - Ingeborg Holm
- Aron Lindgren - Sven Holm / Erik Holm adult
- Erik Lindholm - Empleat de la tenda
- Georg Grönroos - Superintendent de la casa de pobres
- William Larsson - Oficial de policia
- Richard Lund - Doctor
- Carl Barcklind - Metge de la casa
- Bertil Malmstedt - Erik Holm nen

## Producció
La majoria de les pel·lícules realitzades durant aquests anys per Victor Sjöström van ser destruïdes en un incendi el 1941 als estudis de Lidingö a Estocolm. Afortunadament, s'ha conservat Ingeborg Holm. La vuitena pel·lícula del cineasta, aquesta primera veritable obra mestra es pot considerar i defensar com la pel·lícula més profunda i magistral mai feta abans de El naixement d'una nació de David Wark Griffith, rodada dos anys més tard.